# Mokarice
Mokarice (znanstveno ime Clitopilus) so rod gliv iz družine rdečelistark (Entolomataceae).

## Seznam mokaric Slovenije[3]
- mahova mokarica (Clitopilus caelatus)
- zvegana mokarica (Clitopilus geminus)
- navadna mokarica (Clitopilus prunulus)
- drobna mokarica (Clitopilus scyphoides)